# Pa-Sak-Chonlasit-Staudamm
Der Pa-Sak-Chonlasit-Staudamm (thailändisch เขื่อนป่าสักชลสิทธ, RTGS Khuean Pa Sak Chonlasit; auch „Pasak Jolasid“ geschrieben) ist eine Talsperre in der thailändischen Provinz Lop Buri, welche die saisonal stark schwankenden Wasserstände des Mae Nam Pa Sak ausgleichen soll.

## Voraussetzungen
Das Tal des Pa Sak bildet den Hauptteil der Phetchabun-Berge in der Provinz Phetchabun. Da das Einzugsgebiet des Flusses recht schmal ist, ändert sich die Wassermenge des Flusses saisonal sehr stark. Das war für die örtliche Landwirtschaft ein Problem: In der Regenzeit verursachte er Überschwemmungen, in der Trockenzeit fiel er trocken. Um den Wasserstand regulieren zu können, wurden ab 1965 Untersuchungen angestellt, um ein Rückhaltebecken anzulegen. Daraus entstand das Projekt des Pa-Sak-Chonsalit-Staudamms und -Stausees.

## Bau
Fast 30 Jahre später, 1994, wurde dann der politische Entschluss gefasst, die Anlage zu bauen. In den folgenden Jahren wurde der Staudamm errichtet und der See angestaut.
In die Fläche, die der neue See flutete, fielen auf einer Länge von knapp 25 Kilometern auch Abschnitte der Bahnstrecke Kaeng Khoi Junction–Bua Yai Junction und drei an der Strecke gelegene Bahnhöfe. Diese Abschnitte wurden westlich der Bestandsstrecke neu trassiert, zum Teil auf Dämmen im Uferbereich, verbunden durch 5 große Brücken mit Längen zwischen 555 m und 1415 m. Baubeginn dafür war der 25. April 1997. Die neue Strecke wurde bereits am 19. Juni 1998 in Betrieb genommen. Von den entfallenen Bahnhöfen wurde lediglich Ban Nong Bua nachträglich 2008 neu errichtet.

## Daten
Der Damm ist 4.860 m breit und 31,5 m hoch. Der Stausee fasst etwa 0,8 km³ Wasser, das entspricht etwa einem Drittel der Wassermenge, die der Fluss jährlich transportiert. Über ein Wasserkraftwerk im Abfluss des Stausees werden zudem etwa 6,7 MW elektrische Leistung erzeugt.

## Touristische Bedeutung
Der Stausee entwickelte sich zu einem beliebten Ausflugsziel und Erholungsgebiet. Die Thailändische Staatsbahn (SRT) fährt hierher gelegentlich Sonderzüge, die dann auch an zwei Aussichtspunkten Fotostopps einlegen.